# 萬事達國際全球總部
萬事達國際全球總部（英語：Mastercard International Global Headquarters），這座辦公大樓坐落在紐約州的帕切斯，地址是採購街2000號。它於20世紀80年代初建成，是大公司進駐市郊莊園的一部分，因此被冠以「西徹斯特郡的建築瑰寶」之名。該建築是採購中心綜合體的一部分，最初由雀巢公司興建，後來被IBM佔據了數年。由Pei Cobb Freed & Partners事務所的建築師貝聿銘設計，多年來以其獨特的建築風格而屢獲殊榮。

## 建築

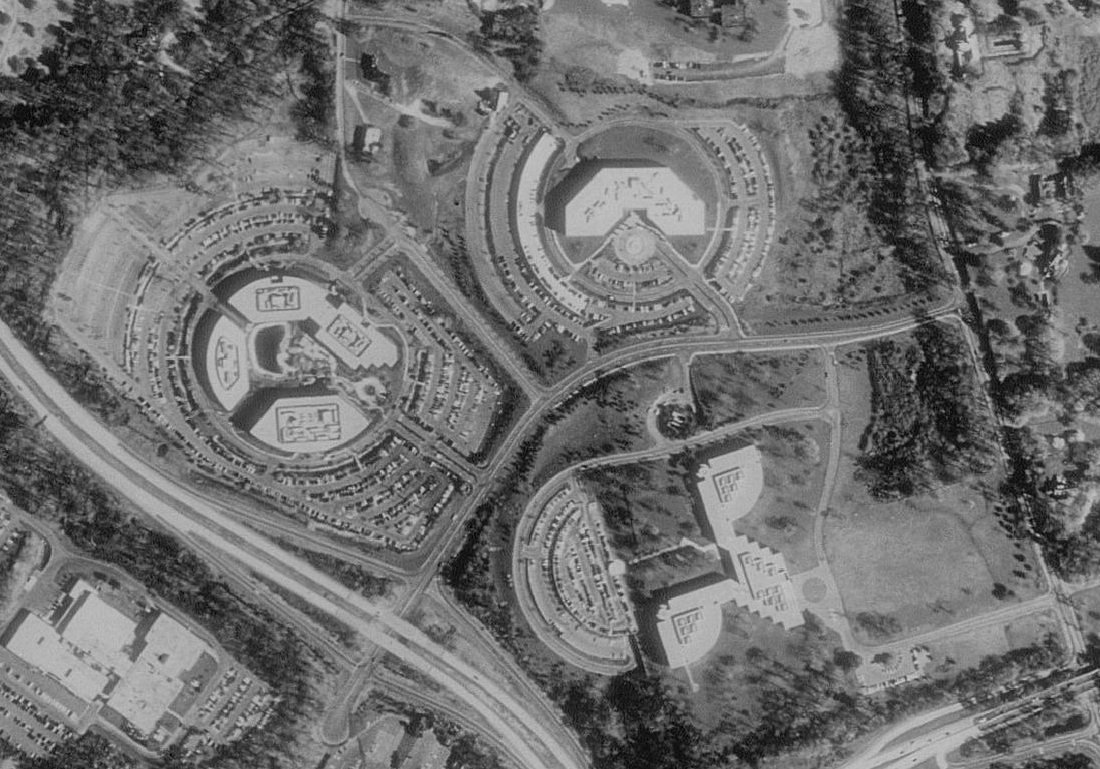
帕切斯中心綜合體

這座建築是一棟三層樓高的結構，主要使用了洞石和建築混凝土，以最大程度地發揮自然資源的效能。中央大廳擁有一個全高的中庭 (建築)，並包括北部和西部的兩個四分之一圓形翼，其中較小的中庭融入了榕樹和室內溪流等自然特徵。此外，現場還提供了自助餐廳、公司商店和其他員工設施。在場地的山坡上，建有一個能夠容納1,100輛車的停車設施。

### 獎項
- 建築石材協會：年度塔克獎（1988年）[5]
- 美國建築師學會：國家榮譽獎（1986年）[5]
- 混凝土工業委員會：年度獎（1986年）[5]